# Songe d'une nuit d'hiver
Pour les articles homonymes, voir Songe.
Pour plus de détails, voir Fiche technique et Distribution.
Songe d'une nuit d'hiver (Сан зимске ноћи, San zimske noći) est un film serbe réalisé par Goran Paskaljević, sorti en 2004.

## Synopsis
Serbie, hiver 2004. Lazare rentre chez lui après dix années d'absence. Aujourd'hui, c'est un homme différent qui retrouve la liberté, un homme décidé à se libérer du lourd fardeau du passé et prêt à commencer une nouvelle vie dans un pays sorti de la guerre des Balkans.
L'appartement où il vivait jadis est occupé par une femme, Jasna, qui élève seule sa fille Jovana, une enfant autiste de douze ans. Réfugiées de Bosnie, elles squattent depuis un certain temps déjà l'appartement de Lazare. Jasna souhaite elle aussi tourner la page sur un passé difficile avec un mari qui n'a jamais accepté l'autisme de leur fille et qui les a quittées.
Et parce qu'elles n'ont nulle part ou aller, Lazare n'a pas le cœur de les chasser. Peu à peu, entre ces trois êtres marginalisés par la société, va naître une certaine complicité...

## Fiche technique
- Titre : Songe d'une nuit d'hiver
- Titre original : Сан зимске ноћи (San zimske noći)
- Réalisation : Goran Paskaljević
- Scénario : Goran Paskaljević, Filip David
- Photographie : Milan Spasic
- Montage : Petar Putnikovic
- Musique : Zoran Simjanović
- Producteurs : Goran Paskaljević, Lazar Ristovski
- Pays d'origine :  Serbie- Monténégro
- Genre : Film dramatique
- Durée : 90 minutes
- Dates de sortie : 
  - Canada : 12 septembre 2004 (Festival international du film de Toronto 2004)
  - Serbie : 24 novembre 2004
  - France : 25 octobre 2006

## Distribution
- Lazar Ristovski : Lazar
- Jasna Žalica : Jasna
- Jovana Mitic : Jovana
- Danica Ristovski : la directrice du centre d'accueil pour autistes, trisomiques...

## Récompenses et distinctions
- Grand prix du fury au Festival de Saint-Sébastien
- Antigone d'Or du meilleur film au Festival du cinéma méditerranéen de Montpellier
- Dreammaker Award pour le meilleur film de fiction au Festival de Nashville.

## À noter
- Goran Paskaljevićc livre, dans ce film multiprimé, une vision réaliste de la Serbie à l'hiver 2004, en même temps qu'une approche bouleversante de l'autisme à travers Jovana Mitic, véritable autiste de 12 ans. Le pays semble être lui-même autiste, plus proche de l'impasse que de la voie du renouveau après le terrible conflit balkanique.
- Le titre du film résulte de celui du spectacle, Songe d'une nuit d'été de Shakespeare, vrai spectacle joué dans le centre d'accueil par les handicapés, dont Jovana, et filmé par Paskaljevic dans une forte et belle scène du film.